# Мамер (комуна)
Мамер (фр., нім. і люксемб. Mamer) — комуна Люксембургу. Входить до складу кантону Капеллен в окрузі Люксембург.

## Географія
Площа території комуни становить 27,54 км² (26-е місце за цим показником серед 116 комун Люксембургу).
Висота найвищої точки комуни над рівнем моря становить 353 метрів (95-е місце за цим показником серед комун країни), найнижчої — 263 метрів (73-є місце).

## Демографія
Станом на 2011 рік на території комуни мешкало 7 687 ос.
Динаміка чисельності населення:

## Адміністративний поділ

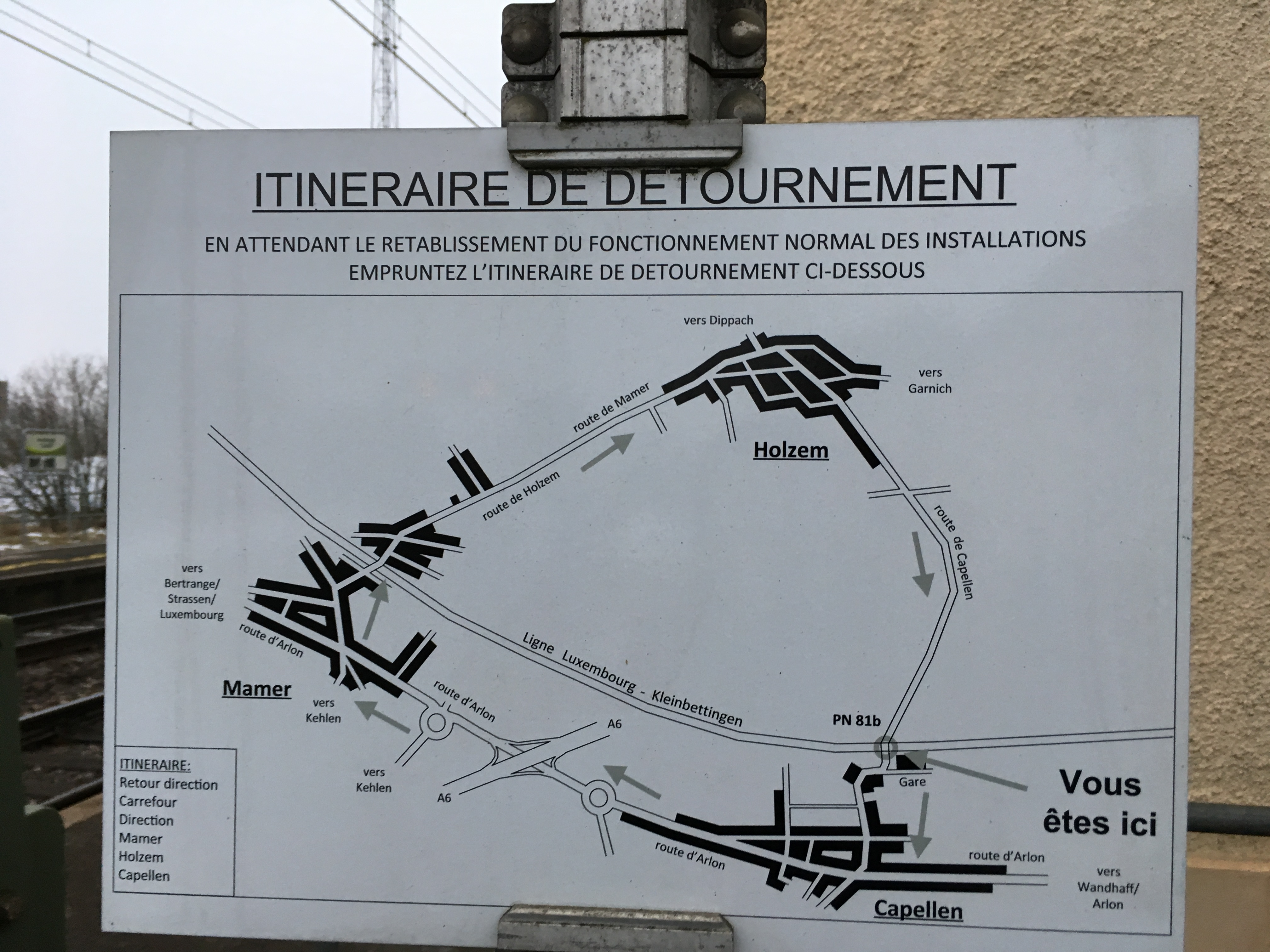
Населені пункти комуни Мамер

До складу комуни входять такі поселення:
| Поселення | Населення за даними переписів: | Населення за даними переписів: | Населення за даними переписів: |
| Поселення | на 31.03.1981                  | на 01.03.1991                  | на 15.02.2001                  |
| --------- | ------------------------------ | ------------------------------ | ------------------------------ |
| Капеллен  | 1 071                          | 1 262                          | 1 305                          |
| Хольцем   | 418                            | 464                            | 530                            |
| Мамер     | 3 946                          | 4 538                          | 4 918                          |